# CAR Trophy
La Coupe d'Afrique 2 ou Rugby Africa Regional Challenge, anciennement Africa Cup 2 et CAR Trophy, est un tournoi de rugby à XV organisé chaque année depuis 2001 par Rugby Afrique qui oppose les nations africaines de Deuxième Division.
Les nations sont réparties dans des divisions géographiques. Jusqu'en 2006, une rencontre entre les vainqueurs de chaque division est organisée.

## Historique
À partir de 2004, le tournoi a également été dénommé CAR Castel Beer Trophy ou CAR Super 16.

## Logo
Le 25 avril 2018, Rugby Afrique dévoile de nouveaux logos pour l'ensemble des compétitions qu'elle organise, qui seront en vigueur dès l'édition 2018 de chacune d'entre elles.

Logo depuis le 25 avril 2018.

## Pays participants en 2016
Parmi toutes les nations participantes, seul le Niger a évolué en 1re division (édition 2013).
| Poule Ouest - Bénin - Burkina Faso - Ghana - Mali - Niger - Togo | Poule Sud - Burundi - Lesotho - R.D.C. - Rwanda |

## Palmarès
| Édition | Division Nord ou Ouest | Division Sud-Est ou Centre | Division Sud | Tour final |
| ------- | ---------------------- | -------------------------- | ------------ | ---------- |
| 2001    | Cameroun               | -                          | Madagascar   | Madagascar |
| 2002    | Ouganda                | -                          | Botswana     | Ouganda    |
| 2003    | Cameroun               | -                          | Zambie       | Cameroun   |
| 2004    | Mali                   | -                          | Botswana     | Botswana   |
| 2005    | Burkina Faso           | -                          | Maurice      | Maurice    |
| 2006    | Niger                  | -                          | Tanzanie     | Tanzanie   |
| 2007    | Nigeria                | -                          | Botswana     | -          |
| 2008    | Niger                  | -                          | La Réunion   | -          |
| 2009    | Niger                  | -                          | Zimbabwe     | -          |
| 2010    | Sénégal                | Rwanda                     | Kenya A      | -          |
| 2011    | Mali                   | -                          | Rwanda       | -          |
| 2012    | Niger                  | -                          | -            | -          |
| 2013    | Niger                  | -                          | Rwanda       | -          |
| 2014    | Burkina Faso           | -                          | Burundi      | -          |
| 2015    | Niger                  | R.D.C.                     | Lesotho      | -          |
| 2016    | Mali                   | -                          | R.D.C.       | -          |
| 2017    | -                      | -                          | -            | -          |
| 2018    | -                      | -                          | -            | -          |
| 2019    | -                      | -                          | -            | -          |
| 2020    | -                      | -                          | -            | -          |